# Teramo
Teramo, stad och biskopssäte i Italien, i regionen Abruzzo. Teramo är huvudort i provinsen Teramo. Teramo gränsar till kommunerna Basciano, Bellante, Campli, Canzano, Castellalto, Cermignano, Cortino, Montorio al Vomano, Penna Sant'Andrea och Torricella Sicura.

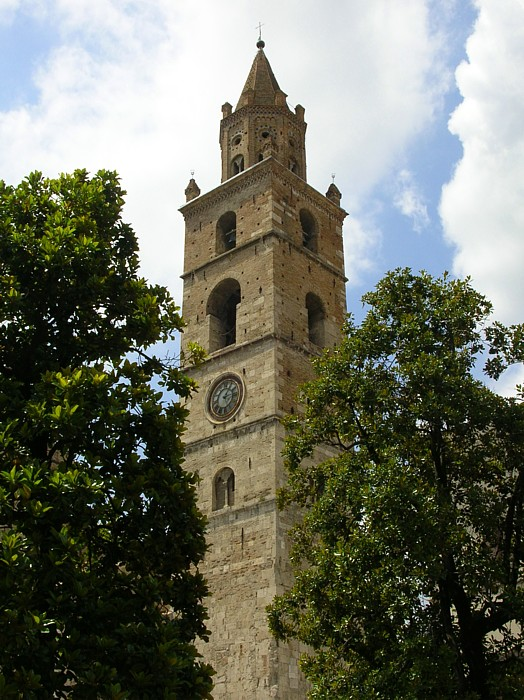
Del av stadens domkyrka

Staden grundlades av folkslaget praetutiierna under namnet Interamnia (även Interamna Praetuttiorum och Interamna Praetutiana), som betyder mellan älvarna eftersom den ligger mellan älvarna  Vezzola och Tordino. Asteroiden 704 Interamnia är uppkallad efter stadens latinska namn.